# 坎塔普爾解放組織
坎塔普尔解放組織（Kamtapur Liberation Organisation，缩写为KLO）是印度東北部的極左翼武裝組織，其宗旨為建立獨立的坎塔普尔國，聲稱的領土範圍包括西孟加拉邦的6個縣（科奇比哈爾縣、大吉岭县、傑爾拜古里縣、北迪奈普縣、南迪奈普县 與馬爾達縣）、阿萨姆邦的4個縣（科克拉贾县、邦蓋岡縣、杜布日縣與戈瓦尔巴拉县）、比哈尔邦的吉申根杰縣與尼泊尔的查巴縣，試圖維護當地拉杰邦西人的權益，解決高失業率、土地轉讓、經濟弱勢以及朗普里语文化被打壓等困境。